# Chiesa di San Michele Arcangelo (Montemesola)
La chiesa di San Michele Arcangelo si trova a Montemesola in via Regina Margherita.

## Storia
Nel 1733 Benedetto Saraceno fece costruire nella sua cappella di Santa Maria della Croce, un altare dedicato all'arcangelo Michele e nel 1751 suo figlio Francesco fece costruire l'oratorio in onore del santo al di sopra della sacrestia e dell'antisacrestia della chiesa di Santa Maria della Croce. In questa chiesetta Francesco Saraceno diede vita alla confraternita di San Michele Arcangelo.
La chiesa aveva la forma di un rettangolo con i lati minori disposti a nord e a sud. Sul lato nord si trovava l'altare centrale e in una nicchia su di esso si trovava la statua del santo, mentre alla base dell'altare era situata quella di Gesù morto. Sul lato est, in una nicchia più grande, vi era un gruppo statuario comprendente la figura della Vergine del Rosario, di santa Caterina e di san Domenico.
Il 6 novembre 1932 i coniugi Eugenia Franco e Oronzo Corona donarono alla confraternita un locale di loro proprietà (sino ad allora adibito a bottega di carpenteria ed a deposito di legname) per la costruzione di una chiesa. Il locale fu abbattuto e qui fu fatta costruire dai confratelli la nuova chiesa, i cui lavori completarono nel 1951.